# Giovanni Battista Capellino
 (novembre 2023).
Si vous disposez d'ouvrages ou d'articles de référence ou si vous connaissez des sites web de qualité traitant du thème abordé ici, merci de compléter l'article en donnant les références utiles à sa vérifiabilité et en les liant à la section « Notes et références ».
Giovanni Battista Cappellino (né à Gênes), est un peintre italien de l'école génoise du XVIIe siècle.

## Biographie
Giovanni Battista Capellino travaille dans l'atelier de son frère Giovanni Domenico Capellino.
Pellegro Piola a été son élève.